# أكين أكينوزو
أكين أكينوزو هو ممثل تركي ولد في 22 سبتمبر 1990.درس رياضيات في جامعة كاليفورنيا،بركلي.

## روابط خارجية
أكين أكينوزو على موقع IMDb (الإنجليزية)
- أكين أكينوزو على موقع قاعدة بيانات الفيلم (الإنجليزية)